# Solo (fleuve)
Pour les articles homonymes, voir Solo.
Le fleuve Solo, en javanais Bengawan Solo, est le fleuve le plus long de l'île de Java. Long de 549 kilomètres, il prend sa source dans le village de Jeblogan, dans la province de Java central, et se jette dans la mer de Java au cap Ujung Pangkah dans la province de Java oriental.

## Archéologie
De nombreuses découvertes de restes d’hominidés primitifs (datant de 100 000 à 1,5 million d’années) ont été faites sur plusieurs sites de ses vallées, en particulier à Sangiran, y compris celle du premier fossile humain précoce trouvé en dehors de l’Europe, le crâne dit de « l’homme de Java », découvert en 1891. 

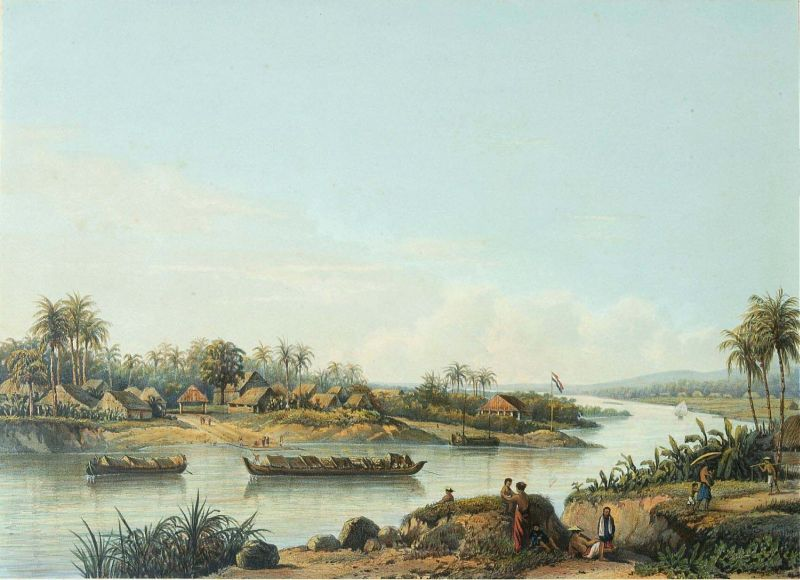
Lithographie de 1860 (sous la domination coloniale)